# Coty (entreprise)
Pour les articles homonymes, voir Coty.
Coty est une multinationale américaine de produits de beauté et de soin fondée à Paris par François Coty en 1904. 
Avec ses filiales et partenaires, Coty développe, produit, commercialise et distribue des parfums, du maquillage, soin de la peau, soin des ongles ainsi que des produits capillaires professionnels. Coty possède environ 77 marques en 2018, puis 50 marques quatre ans plus tard. La société est contrôlée par une des plus riches familles allemandes, les Reimann, via JAB Holding.

## Informations générales
Coty est l'une des plus grandes entreprises de beauté au monde – et le leader sur la catégorie du parfum, avec un chiffre d’affaires supérieur à 8 milliards de dollars, sur son dernier exercice fiscal clôt fin juin 2019. Coty a acquis 41 marques de beauté auprès de Procter & Gamble en 2016, devenant ainsi le numéro un mondial des parfums, numéro 2 sur la coloration capillaire et les produits de soin et de coiffage professionnels, et numéro 3 dans le secteur des cosmétiques couleurs.
Coty se structure en trois divisions - Coty Consumer Beauty, qui est chargée de la cosmétique couleur, les produits capillaires de coloration et de coiffage de grande consommation, le soin du corps et les parfums ; Coty Luxury, division spécialisée dans les parfums de prestige et le soin de la peau; et Coty Professional Beauty, qui se consacre au service des professionnels de la coiffure et du soin des ongles. La mission de Coty est de «célébrer et libérer la diversité de la beauté». 
L’entreprise compte environ 20 000 collaborateurs, présents dans 46 pays, à la mi-2018. Le siège mondial de Coty est situé à Londres. Les divisions Consumer Beauty, Luxury et Professional Beauty sont respectivement installées à New-York, Paris et Genève. Peter Harf est le président du conseil d’administration de Coty. Pierre Laubies en est le président-directeur général. Pierre-André Terisse a été nommé directeur financier en janvier 2019.
Coty est coté en bourse au New York Stock Exchange sous le nom de «COTY». Le fonds JAB est l’actionnaire principal de Coty, avec une participation de 60%.

## Marques du groupe Coty
Coty possède environ 77 marques en 2018 puis 50 marques dont 35 licences quatre ans plus tard. Les marques du portefeuille de la société comprennent :
- Adidas (licence)[14]
- Alexander McQueen[15] ; reprise par Kering Beauty par la suite.
- Balenciaga[16] ; reprise par Kering Beauty par la suite.
- Bottega Veneta[17] ; reprise par Kering Beauty par la suite.
- Bourjois[18]
- Bruno Banani[15]
- Burberry[19]
- Calvin Klein[20]
- Chloé
- Clairol
- Clairol Professional
- CoverGirl
- David Beckham
- Davidoff
- Escada[15]
- Good Hair Day
- Hugo Boss[15]
- James Bond (007 James Bond)[15]
- Jil Sander
- JOOP!
- Jovan
- Katy Perry Perfums
- Kadus Professional
- Kylie Cosmetics
- KKW Beauty
- Lacoste[15]
- Lancaster
- Londa Professional
- Marc Jacobs[20]
- Max Factor (en), fondée par Max Factor, Sr.[20]
- Mexx[15]
- Miu Miu[21]
- Monange
- Nautica
- Nioxin
- OPI Products
- Orveda
- Philosophy
- Rimmel
- Risque
- Roberto Cavalli[22]
- Sassoon Professional
- Sally Hansen
- Sebastian Professional
- Stella McCartney[15]
- System Professional
- Wella

## Histoire

### 1900-1920

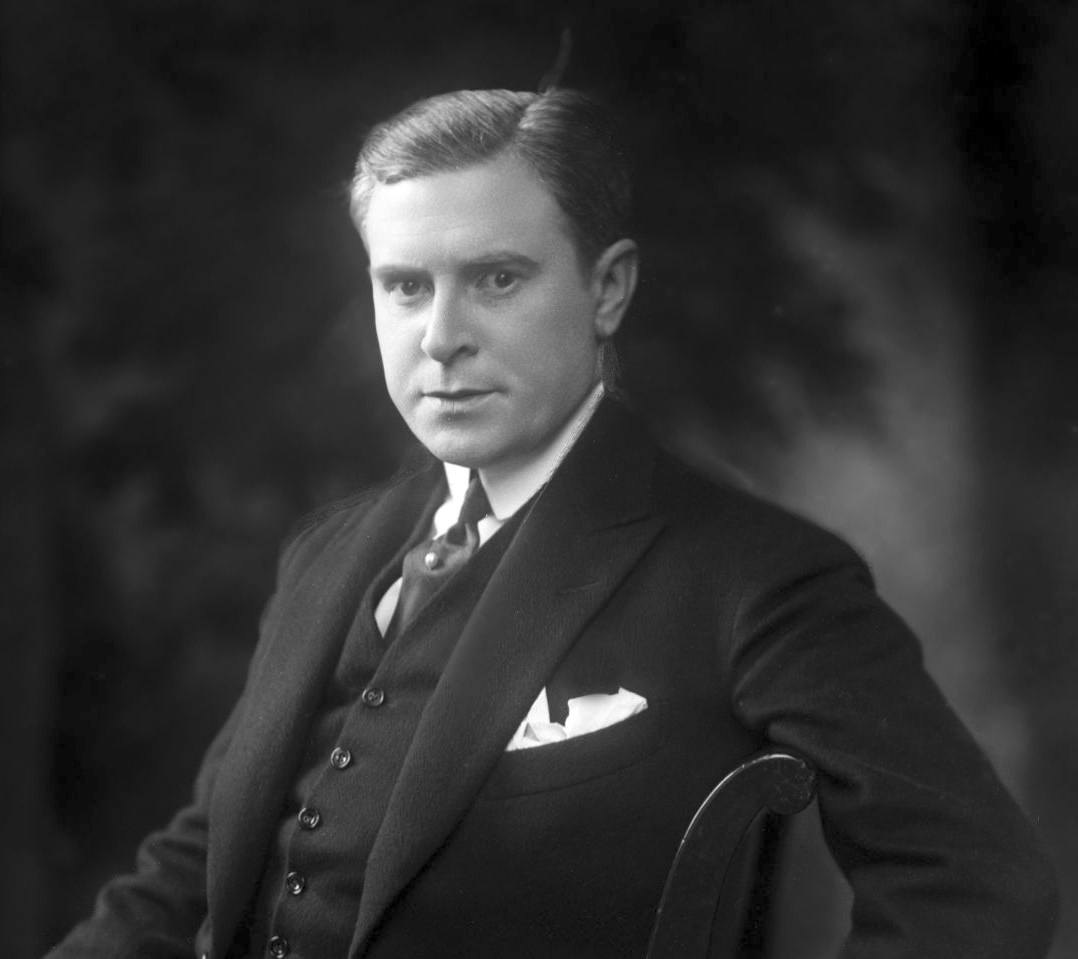
François Coty.

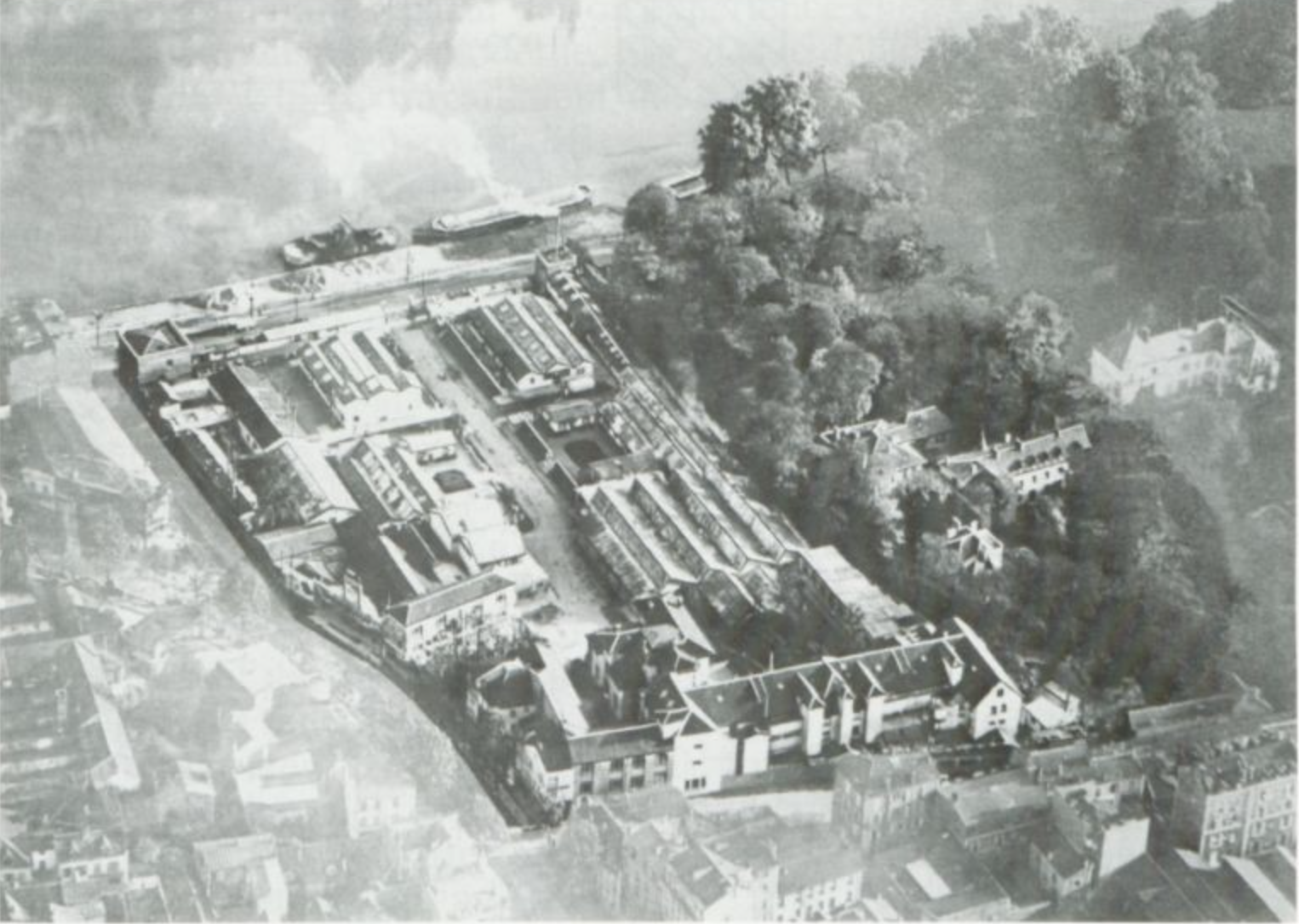
L'usine Coty à Suresnes en 1927.

Coty a été fondé par François Coty à Paris en 1904. Le premier parfum de la marque, La Rose Jacqueminot, a été lancé la même année et était présenté dans un flacon conçu par Baccarat. L'Origan a été lancé en 1905; selon The Week, le parfum « a commencé à se répandre dans tout Paris » et était le premier exemple d'un « parfum raffiné, mais abordable qui séduirait à la fois les classes aisées et celles moins fortunées, modifiant ainsi à jamais la façon dont les parfums étaient commercialisés ». Après ses premiers succès, Coty ouvre son premier magasin en 1908 sur la place Vendôme à Paris. Peu de temps après, Coty a commencé à collaborer avec le verrier français René Lalique pour créer des flacons, des étiquettes et d’autres écrins de présentation personnalisés, donnant ainsi naissance à une nouvelle tendance pour les bouteilles de parfums fabriquées en grande série. Coty a également créé une « Cité des parfums » au bord des quais de Suresnes, dans la banlieue parisienne, au début des années 1900, pour organiser sa production de parfums ; le site était l'un des premiers à employer massivement des femmes et leur offrir des avantages nouveaux, notamment des services de garde d'enfants,. Au tournant du XXe siècle, dans un contexte d'industrialisation, de nombreuses usines sont en effet érigées le long des berges de la Seine de la banlieue ouest-parisienne, jouant de la proximité avec la capitale et d'aménités géographiques particulières (transport par voie fluviale).

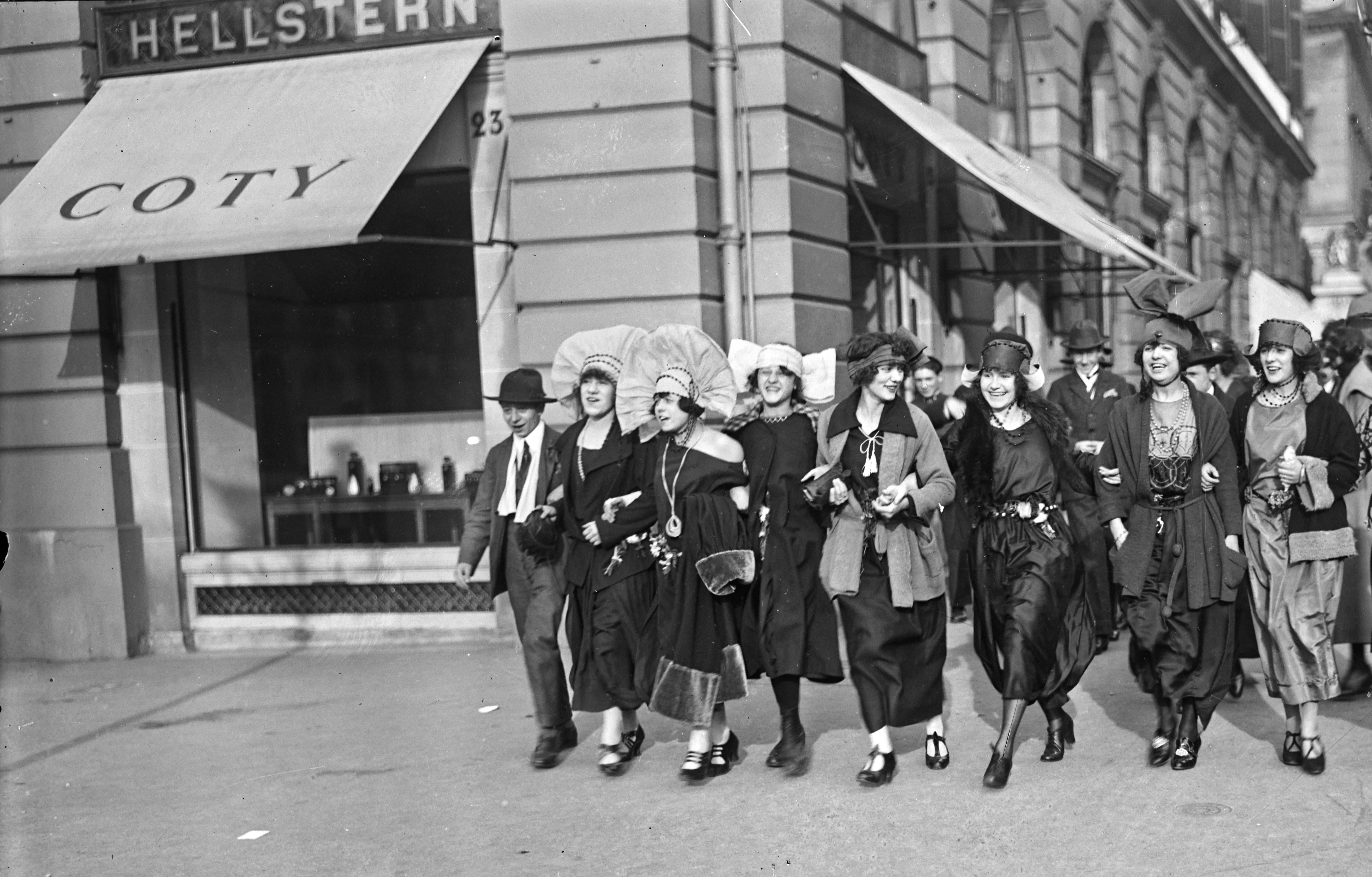
Catherinettes devant la boutique Coty du 23 place Vendôme (Paris) en 1922.

La société a commencé son expansion internationale au début des années 1900, d'abord à Londres puis à New York. Coty a établi son siège social américain au 714 Fifth Avenue à New York et a chargé Lalique de concevoir des panneaux de verre pressés pour les fenêtres de la façade du bâtiment, installées en 1912. Coty est demeuré dans le bâtiment jusqu'en 1941. La structure a ensuite été reconnue par la Commission de préservation des monuments de la ville de New York au cours des années 1980 pour ses fenêtres personnalisées. Coty a commencé à vendre d'autres produits de beauté, notamment des poudres pour le visage et le corps, dans les années 1910 et a lancé l'un de ses parfums les plus réussis, Le Chypre de Coty, en 1917. Les produits ont été davantage remarqués aux États-Unis lorsque les soldats de la Première Guerre mondiale ont commencé à revenir de France avec des cadeaux pour les proches. Au cours des années 1920, Coty a lancé plus de quinze nouveaux parfums et a commencé à s’étendre en Allemagne, en Italie, en Espagne et en Suisse. Coty, Inc. a été créée à New York en 1922 et est devenue une société cotée en bourse en 1925.

### 1930-1990

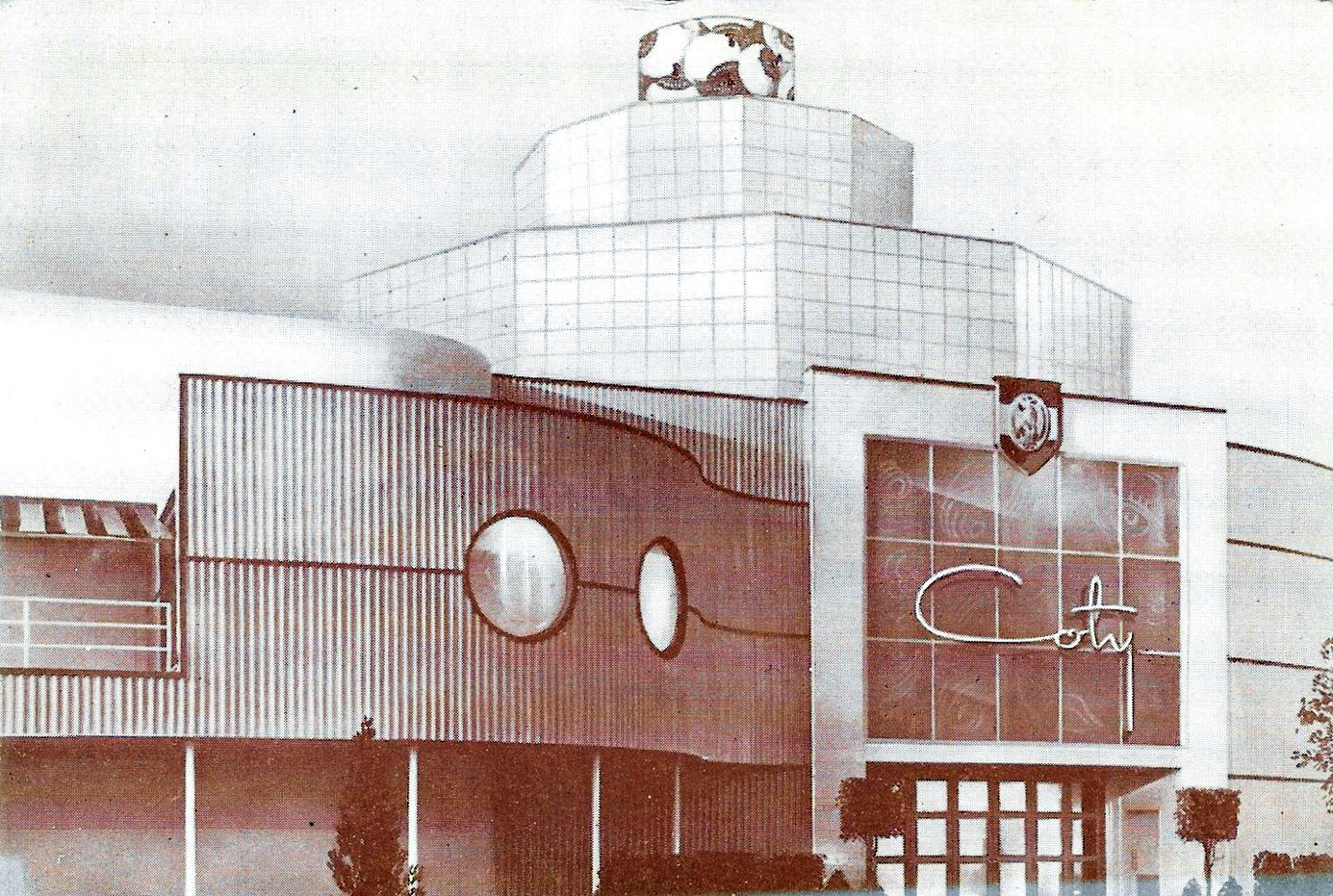
Pavillon Coty à l’Exposition universelle de New York 1939-1940.

François Coty est décédé en 1934 ; sa famille a gardé le contrôle de la société et a siégé au conseil d’administration jusque dans les années 1960. 
La poudre pour le visage Air Spun de Coty a été lancée en 1935. La poudre a été décrite par Real Simple comme l'un des « meilleurs produits de beauté de tous les temps » et reste pratiquement inchangée. 
Dans les années 1940, Coty est devenu un acteur important de l'industrie de la mode américaine en pleine croissance, en lançant le prix Coty American Fashion Critics 'Awards, destiné à reconnaître et à promouvoir les nouveaux stylistes américains. Coty a mis un terme à sa participation en 1985. 
Coty est devenu un acteur clé sur le marché américain du rouge à lèvres avec le lancement de Coty 24 en 1955. Dans les années 1960, Coty était devenu un important fabricant et distributeur de parfums et le principal acteur du secteur aux États-Unis. Cela a suscité l’intérêt de Pfizer, qui a acquis la société en 1963. 
En 1991, l'entreprise a réalisé un chiffre d'affaires annuel d'environ 280 millions de dollars. Pfizer a vendu Coty à Joh. A. Benckiser (maintenant connue sous le nom de JAB Holding Company) en 1992. Coty constituait un choix stratégique logique pour Benckiser, qui possédait une autre entité dans le secteur de la beauté, ainsi qu'un réseau de distribution international grâce auquel elle pouvait commercialiser les produits de Coty. Les parfums Coty à l'époque comprenaient notamment Émeraude, Exclamation, L'Effleurt. Peter Harf, président du conseil d’administration et président-directeur général de JAB depuis 1988, a été nommé président directeur général de Coty en 1993. Coty a acquis les marques de cosmétiques européennes d'Unilever, notamment Rimmel, en 1996.

### 2000-2009
Au milieu des années 2000, la société s'est spécialisée dans la commercialisation de parfums de célébrités, notamment David Beckham, Céline Dion, Jennifer Lopez, Sarah Jessica Parker et Shania Twain. Coty a également élargi son portefeuille de parfums de luxe. Elle a acquis la licence de parfum pour Marc Jacobs en 2003. Les revenus de la société sont passés de 1,9 milliard de dollars à 2,1 milliards de dollars sur la période 2004-2005.
En 2005, Coty a fait l’acquisition de nouvelles licences à Unilever, à savoir Calvin Klein, Cerruti, Chloé, Lagerfeld et Vera Wang. Ces nouvelles acquisitions, ainsi que les licences déjà présentes dans le portefeuille, notamment Adidas, Davidoff et JOOP!, ont fait de Coty le 1er fabricant de parfums au monde.
Coty a acquis la société Del Laboratories, DLI Holding Corp., en 2007, ajoutant ainsi les marques Sally Hansen et NYC New York Color à son portefeuille. La société a conclu de nouveaux accords de licence avec Balenciaga en 2008 et Bottega Veneta en 2009.

### 2010-2020
En 2010, Coty a fait l’acquisition de la marque de vernis à ongles OPI, ainsi que de Philosophy, une marque de soin de la peau du groupe Carlyle. La société a également conclu un contrat de licence avec Miu Miu, une marque du groupe Prada.
En juin 2012, Coty a fait une demande d’entrée en bourse et a levé environ un milliard de dollars lors de son premier appel public un an plus tard. L'introduction en bourse, qui a eu lieu en 2013, était la troisième en importance aux États-Unis à l'époque et la plus importante pour une entreprise de biens de consommation depuis Michael Kors. Coty a fait l’acquisition de Bourjois en 2014. 
Entre 2015-2016, Coty a acquis 41 marques de beauté de Procter & Gamble (collectivement dénommées Galleria), notamment Clairol, Covergirl, Max Factor, Wella et les licences Gucci, Hugo Boss et Lacoste. L'accord, conclu en tant que Reverse Morris Trust, a fait de Coty le troisième acteur mondial du secteur de la beauté. En 2015, Coty a également acquis l'agence média et digital Beamly, qui sera liquidée en 2020.
En 2016, la société a conclu un accord de licence avec Tiffany & Co. En 2016-2017, Coty a racheté les entreprises ghd et Hypermarcas (désormais connue sous le nom d'Hypera Pharma), et est devenue actionnaire majoritaire de la société de beauté en ligne Younique. Younique comptait environ 80 000 vendeurs lorsque Coty a acheté 60% du capital en janvier 2017 et dépassait les 230 000 vendeurs en décembre. 
En avril 2017, Coty a acquis la licence Burberry Beauty. En juillet, Coty a introduit la marque de soin de la peau Philosophy sur le site chinois Tmall avant que d’autres marques du groupe ne suivent. 
En décembre 2017, la Cour de justice de l'Union Européenne a jugé que Coty n'avait pas violé le droit de la concurrence en interdisant au distributeur allemand Parfümerie Akzente de vendre des produits via Amazon, et que les marques de luxe étaient autorisées à restreindre aux distributeurs de vendre par l'intermédiaire de tiers et via les places de marché. Auparavant, selon le Comité de la magistrature de la Chambre des États-Unis, Coty avait soutenu la loi Stop Online Piracy Act, un projet de loi visant à renforcer la capacité des services répressifs américains à lutter contre le trafic illicite et le trafic de produits contrefaits, à la fin de 2011. 
Coty a développé l’application « Let's Get Ready » pour Amazon Echo Show, une partie de la gamme de produits Amazon Echo et conçue autour de l’assistant virtuel d’Amazon, Alexa. Le guide a fait ses débuts au début de 2018 et présente aux utilisateurs des looks et des produits pouvant être ajoutés aux paniers. En février, Coty a lancé un accélérateur de startup axé sur l'intelligence artificielle. 
La société a refinancé sa dette, y compris celle liée à l’intégration des marques de Procter & Gamble, en mars 2018.
En juin 2020, Coty prend une participation de 20 % dans KKW, la marque de cosmétique de Kim Kardashian, valorisant l'ensemble de la marque à environ 1 milliard de dollars.

## Classements
Coty se classait au 371e rang des 500 plus grandes entreprises du classement américain Fortune, quant au chiffre d’affaires total, en 2018. La société s'est classée au cinquième rang du classement des 100 plus grandes entreprises de produits de beauté au monde par le Women's Wear Daily, avec un chiffre d'affaires estimé à 9,15 milliards de dollars. Selon Advertising Age, Coty était l'un des plus grands annonceurs mondiaux en 2017. En 2018, Coty a été classé numéro 1 196 dans le classement Forbes Global 2000, classement annuel des 2 000 plus grandes entreprises cotées du monde par le magazine Forbes. En outre, Coty s'est classé au 396e rang de la liste des « plus grandes sociétés américaines » de Forbes, établie en 2018.